# Geoffrey Nunberg
Geoffrey Nunberg, né le 1er juin 1945 et mort le 11 août 2020 est un sémanticien lexical et auteur américain. En 2001, il reçoit le prix Linguistics, Language, et le Public Interest de la Linguistic Society of America pour ses contributions à l'émission Fresh Air de la National Public Radio. Geoffrey Nunberg est l'auteur de plusieurs ouvrages populaires, notamment Going Nucular: Language, Politics and Culture in Controversial Times (2004). Il est principalement connu pour son travail de vulgarisation de la science linguistique auprès du grand public, bien que ses contributions à la théorie linguistique soient également très respectées.
Geoffrey Nunberg obtient son doctorat au Graduate Center of the City University of New York en 1977 avec une thèse intitulée The Pragmatics of Reference. Avant son doctorat, il obtient une licence au Columbia College ainsi qu'un master à l'Université de Pennsylvanie, où il étudie sous la direction de William Labov. Après ses études, il travaille comme chercheur postdoctoral à l'Université de Californie à Berkeley et professeur invité à l'Université Stanford. Au milieu des années 1980, il rejoint le Palo Alto Research Center, où il travaille jusqu'en 2001. Après son départ de Xerox, il revient à la recherche universitaire, occupant à nouveau des postes au Center for the Study of Language and Information de Stanford et à la School of Information de Berkeley.
Après un long combat contre le cancer, il meurt le 11 août 2020.

## Biographie
Geoffrey Nunberg nait en 1945 d'une mère enseignante dans un lycée et d'un père travaillant dans l'immobilier commercial. Il grandit dans la banlieue de New York et, adolescent, il est attiré par la scène beatnik en pleine expansion dans le quartier voisin de Greenwich Village. Il est diplômé du Quaker Ridge Junior High School (Scarsdale, NY) en 1958, puis du Scarsdale High School en 1962, avant d'entrer à l'Université Columbia, qu'il quitte pour poursuivre un diplôme artistique à la Art Students League of New York. Pendant ses études artistiques, il commence à écrire en parallèle, mais a finalement quitté l'école d'art pour se réinscrire à Columbia, où il obtient sa licence.

### Centres d'intérêt et écriture

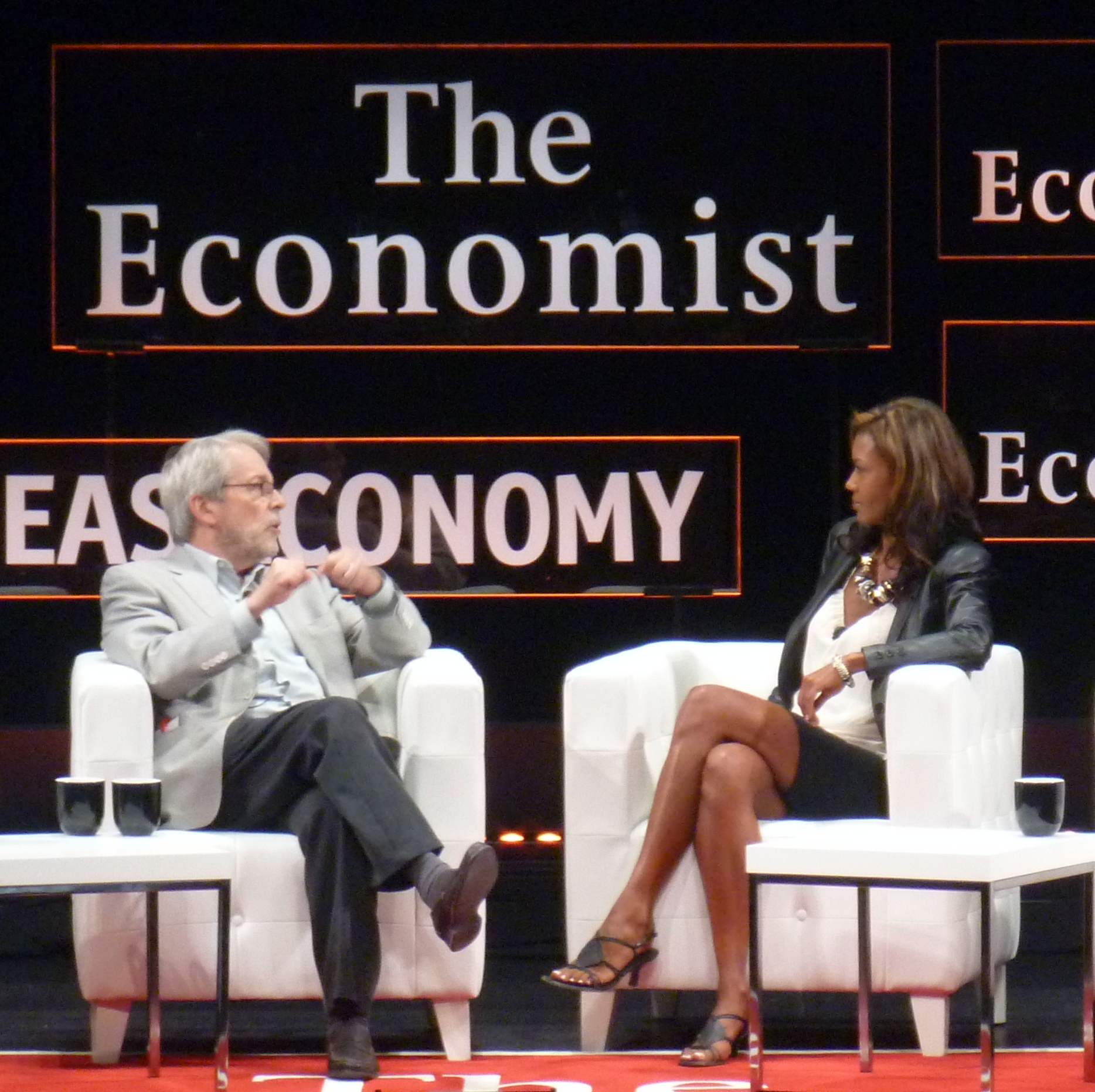
Nunberg parlant avec Juliette Powell lors d'une conférence en 2012.

En tant que linguiste, il est surtout connu pour son travail sur la sémantique lexicale, en particulier sur les phénomènes de polysémie, référence différée et indexicalité. Il écrit également beaucoup sur les implications culturelles et sociales des nouvelles technologies. Ses critiques sur les métadonnées de Google Livres ont suscité une controverse largement partagée parmi les bibliothécaires et les chercheurs,.
Geoffrey Nunberg est un contributeur régulier du blog collectif Language Log.
Il commente le langage, l'usage et la société pour le programme Fresh Air de National Public Radio à partir de 1988. Ses commentaires sur la langue apparaissaient également fréquemment dans The New York Times et d'autres publications. Il est le président émérite du panel d'usage du American Heritage Dictionary. Ses livres destinés au grand public incluent The Way We Talk Now: Commentaries on Language and Culture from NPR's Fresh Air, Going Nucular : Language, Politics, and Culture in Controversial Times, Talking Right: How Conservatives Turned Liberalism into a Tax-Raising, Latte-Drinking, Sushi-Eating, Volvo-Driving, New York Times-Reading, Body-Piercing, Hollywood-Loving, Left-Wing Freak Show, et The Years of Talking Dangerously (2009).
Il fait partie des contributeurs de The Cambridge grammar of the English language.
Son dernier livre, Ascent of the A-Word: Assholism, the First Sixty Years, est publié en août 2012. Le critique Malcolm Jones décrit ainsi sa méthode : « Sa manière d'étudier le problème est totalement nouvelle : prendre un mot, les attitudes qui le sous-tendent, et voir d'où elles viennent et ce qu'elles peuvent dire sur nous ».